# Global RallyCrosss – New Hampshire Motor Speedway 2013
Global RallyCrosss na New Hampshire 2013  – czwarta runda Global RallyCross sezonu 2013. Zawody towarzyszyły wyścigowi NASCAR Sprint Cup Series. Kierowcy ścigali się po asfaltowo-szutrowym torze wytyczonym w alei serwisowej, na prostej startowej i w pierwszym zakręcie. Po raz pierwszy w tym sezonie Joker Lap był dłuższą trasą od normalnej trasy wyścigu.

## Lista startowa
| Konstruktor                     | Samochód                    | Zespół                                     | Nr  | Kierowca          |
| ------------------------------- | --------------------------- | ------------------------------------------ | --- | ----------------- |
| Hoonigan Racing Division        | Ford Fiesta ST              | Hoonigan Racing Division                   | 43  | Ken Block         |
| Olsbergs MSE                    | Ford Fiesta ST              | Olsbergs MSE                               | 18  | Patrik Sandell    |
| Olsbergs MSE                    | Ford Fiesta ST              | Rockstar Energy Olsbergs MSE               | 34  | Tanner Foust      |
| Olsbergs MSE                    | Ford Fiesta ST              | Rockstar Energy Metal Mulisha Olsbergs MSE | 38  | Brian Deegan      |
| Olsbergs MSE                    | Ford Fiesta ST              | Bluebeam Olsbergs MSE                      | 57  | Toomas Heikkinen  |
| OMSE2                           | Ford Fiesta ST              | Royal Purple OMSE2                         | 32  | Steve Arpin       |
| OMSE2                           | Ford Fiesta ST              | Rdio OMSE2                                 | 77  | Scott Speed       |
| Pastrana Racing                 | Dodge Dart                  | Pastrana Racing                            | 99  | Bryce Menzies     |
| Pastrana Racing                 | Dodge Dart                  | Pastrana Racing                            | 199 | Travis Pastrana   |
| Subaru Puma Rallycross Team USA | Subaru Impreza WRX STI      | Subaru Puma Rallycross Team USA            | 11  | Sverre Isachsen   |
| Subaru Puma Rallycross Team USA | Subaru Impreza WRX STI      | Subaru Puma Rallycross Team USA            | 40  | Dave Mirra        |
| Subaru Puma Rallycross Team USA | Subaru Impreza WRX STI      | Subaru Puma Rallycross Team USA            | 81  | Bucky Lasek       |
| X Team Racing                   | Mitsubishi Lancer Evolution | X Team Racing                              | 12  | Nelson Piquet Jr. |

## Kwalifikacje
| Pozycja | Kierowca          | Zespół                   | Samochód                    | Czas   |
| ------- | ----------------- | ------------------------ | --------------------------- | ------ |
| 1       | Ken Block         | Hoonigan Racing Division | Ford Fiesta ST              | 42.703 |
| 2       | Toomas Heikkinen  | OlsbergsMSE              | Ford Fiesta ST              | 43.701 |
| 3       | Sverre Isachsen   | Subaru PUMA Rallycross   | Subaru Impreza WRX STI      | 44.094 |
| 4       | Brian Deegan      | OlsbergsMSE              | Ford Fiesta ST              | 44.404 |
| 5       | Steve Arpin       | OMSE2                    | Ford Fiesta ST              | 45.060 |
| 6       | Tanner Foust      | OlsbergsMSE              | Ford Fiesta ST              | 46.092 |
| 7       | Nelson Piquet Jr. | X Team Racing            | Mitsubishi Lancer Evolution | 46.376 |
| 8       | Bucky Lasek       | Subaru PUMA Rallycross   | Subaru Impreza WRX STI      | 47.242 |
| 9       | Bryce Menzies     | Pastrana Racing          | Dodge Dart                  | 47.410 |
| 10      | Dave Mirra        | Subaru PUMA Rallycross   | Subaru Impreza WRX STI      | 48.286 |
| 11      | Patrik Sandell    | OlsbergsMSE              | Ford Fiesta ST              | 50.015 |
| 12      | Travis Pastrana   | Pastrana Racing          | Dodge Dart                  | 50.742 |
| 13      | Scott Speed       | OMSE2                    | Ford Fiesta ST              | 56.495 |

## Wyścig

### Półfinał I - 6 okr.
| Nr | Kierowca          | Zespół                   | Samochód                    |
| -- | ----------------- | ------------------------ | --------------------------- |
| 43 | Ken Block         | Hoonigan Racing Division | Ford Fiesta ST              |
| 38 | Brian Deegan      | OlsbergsMSE              | Ford Fiesta ST              |
| 12 | Nelson Piquet Jr. | X Team Racing            | Mitsubishi Lancer Evolution |
| 40 | Dave Mirra        | Subaru PUMA Rallycross   | Subaru Impreza WRX STI      |
| 77 | Scott Speed       | OMSE2                    | Ford Fiesta ST              |

Na starcie Block objął prowadzenie, na drugą pozycję wyszedł Deegan, a na trzeciej znalazł się Mirra. Na pierwszym okrążeniu z Joker Lap skorzystał jadący na piątej pozycji Piquet, na trzecim Speed, na czwartym Mirra, na piątym Deegan, a na szóstym Block. Nie zmieniło to w żaden sposób kolejności i Block wygrał wyścig.
| Pozycja | Kierowca          | Zespół                   | Samochód                    |
| ------- | ----------------- | ------------------------ | --------------------------- |
| 1       | Ken Block         | Hoonigan Racing Division | Ford Fiesta ST              |
| 2       | Brian Deegan      | OlsbergsMSE              | Ford Fiesta ST              |
| 3       | Dave Mirra        | Subaru PUMA Rallycross   | Subaru Impreza WRX STI      |
| 4       | Scott Speed       | OMSE2                    | Ford Fiesta ST              |
| 5       | Nelson Piquet Jr. | X Team Racing            | Mitsubishi Lancer Evolution |

### Półfinał II - 6 okr.
| Nr | Kierowca         | Zespół                 | Samochód               |
| -- | ---------------- | ---------------------- | ---------------------- |
| 57 | Toomas Heikkinen | OlsbergsMSE            | Ford Fiesta ST         |
| 32 | Steve Arpin      | OMSE2                  | Ford Fiesta ST         |
| 81 | Bucky Lasek      | Subaru PUMA Rallycross | Subaru Impreza WRX STI |
| 18 | Patrik Sandell   | OlsbergsMSE            | Ford Fiesta ST         |

Na starcie prowadzenie objął Heikkinen przed Arpinem i Laskiem. Lasek na pierwszym okrążeniu skorzystał z Joker Lap spadając na ostatnią pozycję. Na drugim okrążeniu Sandell wyprzedził Arpina, który zaraz potem skorzystał z Joker Lap i wyjechał na ostatniej pozycji. Na piątym okrążeniu z dłuższej drogi skorzystali Heikkinen i Sandell. Szwed cały czas doganiał Fina, ale nie udało mu się zbliżyć do niego na tyle, by go zaatakować i ukończył wyścig na drugiej pozycji.
| Pozycja | Kierowca         | Zespół                 | Samochód               |
| ------- | ---------------- | ---------------------- | ---------------------- |
| 1       | Toomas Heikkinen | OlsbergsMSE            | Ford Fiesta ST         |
| 2       | Patrik Sandell   | OlsbergsMSE            | Ford Fiesta ST         |
| 3       | Bucky Lasek      | Subaru PUMA Rallycross | Subaru Impreza WRX STI |
| 4       | Steve Arpin      | OMSE2                  | Ford Fiesta ST         |

### Półfinał III - 6 okr.
| Nr  | Kierowca        | Zespół                 | Samochód               |
| --- | --------------- | ---------------------- | ---------------------- |
| 11  | Sverre Isachsen | Subaru PUMA Rallycross | Subaru Impreza WRX STI |
| 34  | Tanner Foust    | OlsbergsMSE            | Ford Fiesta ST         |
| 99  | Bryce Menzies   | Pastrana Racing        | Dodge Dart             |
| 199 | Travis Pastrana | Pastrana Racing        | Dodge Dart             |

Najlepiej do wyścigu ruszył Foust, tuż za nim znalazł się Isachsen. Pastrana próbował wyprzedzić pierwszą dwójkę po zewnętrznej w pierwszym zakręcie, lecz nie udało mu się to i pozostał na trzeciej pozycji. Skorzystał on z dłuższej trasy już na pierwszym okrążeniu spadając na czwarte miejsce. Na drugim okrążeniu Isachsen skorzystał z Joker Lap wyjeżdżając tuż przed Menziesem. Menzies pojechał dłuższą trasą na kolejnym okrążeniu spadając na ostatnią pozycję. Na piątym okrążeniu samochód Pastrany uległ awarii i musiał się on wycofać z wyścigu. Na kolejnym okrążeniu Foust pojechał dłuższą trasą i utrzymał prowadzenie, dowożąc je do mety. Na ostatnim okrążeniu Isachsen się obrócił, ale Menzies był za daleko, aby go wyprzedzić.
| Pozycja | Kierowca        | Zespół                 | Samochód               |
| ------- | --------------- | ---------------------- | ---------------------- |
| 1       | Tanner Foust    | OlsbergsMSE            | Ford Fiesta ST         |
| 2       | Sverre Isachsen | Subaru PUMA Rallycross | Subaru Impreza WRX STI |
| 3       | Bryce Menzies   | Pastrana Racing        | Dodge Dart             |
| 4       | Travis Pastrana | Pastrana Racing        | Dodge Dart             |

### Wyścig ostatniej szansy - 4 okr.
| Nr  | Kierowca          | Zespół                 | Samochód                    |
| --- | ----------------- | ---------------------- | --------------------------- |
| 81  | Bucky Lasek       | Subaru PUMA Rallycross | Subaru Impreza WRX STI      |
| 199 | Travis Pastrana   | Pastrana Racing        | Dodge Dart                  |
| 77  | Scott Speed       | OMSE2                  | Ford Fiesta ST              |
| 4   | Steve Arpin       | OMSE2                  | Ford Fiesta ST              |
| 12  | Nelson Piquet Jr. | X Team Racing          | Mitsubishi Lancer Evolution |
| 99  | Bryce Menzies     | Pastrana Racing        | Dodge Dart                  |
| 40  | Dave Mirra        | Subaru PUMA Rallycross | Subaru Impreza WRX STI      |

Na starcie na prowadzenie wysunął się Speed, na drugiej pozycji znalazł się Pastrana, a na trzeciej Menzies. W pierwszym zakręcie Pastrana wyprzedził Speeda, a Menzies w kolejnym zakręcie spróbował wyprzedzić go po zewnętrznej, lecz to Speed miał lepszy tor jazdy i obronił swoją pozycję. Lasek i Piquet skorzystali z dłuższej drogi na pierwszym okrążeniu spadając na dwie ostatnie pozycje. W ostatnim zakręcie Arpin zaatakował Menziesa, uderzył go, po czym samochód Kanadyjczyka zgasł. Kierowca próbował zjechać później z toru tocząc się powoli po prostej startowej. Wykorzystali to Lasek i Piquet awansując o jedną pozycję. Na drugim okrążeniu z Joker Lap skorzystał Speed wyjeżdżając przed Laskiem. Na ostatnim nawrocie Menzies zgasił swój samochód. Zablokowanego przez samochód Menziesa Scotta Speeda próbował wyprzedzić Lasek, ale, gdy Menzies ruszył, zrobił wolną drogę Speedowi blokując Laska. Sytuację wykorzystał Piquet awansując na trzecią pozycję. Na początku czwartego okrążenia Lasek wyprzedził Brazylijczyka i zaczął gonić Speeda, jednak nie udało mu się go już zaatakować. Pastrana natomiast skorzystał z Joker Lap i pozostał na prowadzeniu dowożąc pierwsze miejsce do mety.
| Pozycja | Kierowca          | Zespół                 | Samochód                    | Okrążenia | Czas        |
| ------- | ----------------- | ---------------------- | --------------------------- | --------- | ----------- |
| 1       | Travis Pastrana   | Pastrana Racing        | Dodge Dart                  | 4         | 3:05.182    |
| 2       | Scott Speed       | OMSE2                  | Ford Fiesta ST              | 4         | + 00:09.479 |
| 3       | Bucky Lasek       | Subaru PUMA Rallycross | Subaru Impreza WRX STI      | 4         | + 00:10.515 |
| 4       | Nelson Piquet Jr. | X Team Racing          | Mitsubishi Lancer Evolution | 4         | + 00:13.424 |
| 5       | Bryce Menzies     | Pastrana Racing        | Dodge Dart                  | 2         | + 2 okr.    |
| 6       | Steve Arpin       | OMSE2                  | Ford Fiesta ST              | 1         | + 3 okr.    |
| 7       | Dave Mirra        | Subaru PUMA Rallycross | Subaru Impreza WRX STI      | 0         | + 4 okr.    |

### Finał - 10 okr.
| Nr  | Kierowca         | Zespół                   | Samochód               |
| --- | ---------------- | ------------------------ | ---------------------- |
| 43  | Ken Block        | Hoonigan Racing Division | Ford Fiesta ST         |
| 57  | Toomas Heikkinen | OlsbergsMSE              | Ford Fiesta ST         |
| 34  | Tanner Foust     | OlsbergsMSE              | Ford Fiesta ST         |
| 11  | Sverre Isachsen  | Subaru PUMA Rallycross   | Subaru Impreza WRX STI |
| 38  | Brian Deegan     | OlsbergsMSE              | Ford Fiesta ST         |
| 18  | Patrik Sandell   | OlsbergsMSE              | Ford Fiesta ST         |
| 199 | Travis Pastrana  | Pastrana Racing          | Dodge Dart             |
| 77  | Scott Speed      | OMSE2                    | Ford Fiesta ST         |
| 81  | Bucky Lasek      | Subaru PUMA Rallycross   | Subaru Impreza WRX STI |

Do wyścigu najlepiej ruszył Heikkinen, lecz Foust wyprzedził go po zewnętrznej obejmując prowadzenie. Chwilę później Sandell wyprzedził Fina po wewnętrznej. Z dłuższej trasy skorzystali Lasek i Isachsen, którzy po starcie spadli na dwie ostatnie pozycje. Na drugim okrążeniu z tej trasy skorzystał Ken Block wyjeżdżając za Laskiem, oraz Scott Speed, który znalazł się na ostatniej pozycji, a niedługo po tym wycofał się z wyścigu. Heikkinen cały czas utrzymywał się blisko Sandella i wyczekiwał okazji do ataku. Lasek wyprzedził Pastranę awansując na piątą pozycję. Na trzecim okrążeniu z Joker Lap skorzystał Heikkinen utrzymując trzecią pozycję, oraz Deegan, który pozostał na czwartym miejscu. Pastrana przebił oponę i został wyprzedzony przez Blocka, a pod koniec okrążenia także przez Isachsena. Na kolejnym okrążeniu skorzystał z dłuższej trasy. Na szóstym okrążeniu z Joker Lap skorzystał Foust wyjeżdżając tuż przed Sandellem, a na dziewiątym Sandell spadając za Heikkinena. W międzyczasie Lasek wycofał się z wyścigu z powodu awarii samochodu. Heikkinen szybko zbliżył się do Fousta i w szykanie był tuż za jego tylnym zderzakiem. W ostatnim zakręcie Foust zblokował koła i uderzył w bandę. Toomas Heikkinen wyszedł na pierwszą pozycję i dowiózł ją do mety. Nim Foust wykręcił, zdołali go wyprzedzić także Patrik Sandell i Brian Deegan.
| Pozycja | Kierowca         | Zespół                   | Samochód               | Okrążenia | Czas       |
| ------- | ---------------- | ------------------------ | ---------------------- | --------- | ---------- |
| 1       | Toomas Heikkinen | OlsbergsMSE              | Ford Fiesta ST         | 10        | 7:32.113   |
| 2       | Patrik Sandell   | OlsbergsMSE              | Ford Fiesta ST         | 10        | +00:02.999 |
| 3       | Brian Deegan     | OlsbergsMSE              | Ford Fiesta ST         | 10        | +00:09.627 |
| 4       | Tanner Foust     | OlsbergsMSE              | Ford Fiesta ST         | 10        | +00:11.622 |
| 5       | Ken Block        | Hoonigan Racing Division | Ford Fiesta ST         | 10        | +00:15.043 |
| 6       | Sverre Isachsen  | Subaru PUMA Rallycross   | Subaru Impreza WRX STI | 10        | +00:20.334 |
| 7       | Travis Pastrana  | Pastrana Racing          | Dodge Dart             | 9         | + 1 okr.   |
| 8       | Bucky Lasek      | Subaru PUMA Rallycross   | Subaru Impreza WRX STI | 7         | + 3 okr.   |
| 9       | Scott Speed      | OMSE2                    | Ford Fiesta ST         | 1         | + 9 okr.   |

## GRC Lites

### Lista startowa
| Zespół                     | Nr | Kierowca           |
| -------------------------- | -- | ------------------ |
| OlsbergsMSE Ford           | 4  | Halid Avdagic      |
| OlsbergsMSE Ford           | 24 | Mitchell De Jong   |
| OlsbergsMSE Ford           | 37 | Sebastian Eriksson |
| OlsbergsMSE Ford           | 65 | Geofrrey Sykes     |
| Set Promotion Ford         | 55 | Alexander Westlund |
| Set Promotion Ford         | 39 | Kevin Eriksson     |
| Set Promotion Ford         | 93 | Joni Wiman         |
| AD Racing Ford             | 99 | Austin Dyne        |
| Cohesive Front Racing Ford | 88 | Harry Cheung       |

### Wyścig ostatniej szansy - 4 okr.
| Nr | Kierowca           | Zespół                     |
| -- | ------------------ | -------------------------- |
| 55 | Alexander Westlund | Set Promotion Ford         |
| 99 | Austin Dyne        | AD Racing Ford             |
| 88 | Harry Cheung       | Cohesive Front Racing Ford |
| 65 | Geofrrey Sykes     | OlsbergsMSE Ford           |
| 4  | Halid Avdagic      | OlsbergsMSE Ford           |

Na starcie Westlund objął prowadzenie, a Cheung wysunął się na drugą pozycję. Sykes skorzystał z dłuższej drogi już na początku wyścigu. Na drugim okrążeniu dłuższą trasą pojechał Avdagic, wyjeżdżając na czwartej pozycji, za Dynem. Cheung rozbił się w szykanie, a Dyne i Sykes omijając jego samochód pojechali prosto przez szykanę, przez co Sykes znalazł się przed Avdagicem. Na ostatnim okrążeniu dłuższą trasą pojechał Westlund utrzymując prowadzenie oraz Dyne, który wyjechał równo z Sykesem. Dyne opóźnił dohamowanie do szykany i znalazł się z przodu. Doszło do kontaktu między nimi, przez co obydwaj zawodnicy musieli pojechać prosto przez szykanę. Wyścig wygrał Westlund, dojeżdżając przed Dynem i Sykesem.
| Pozycja | Kierowca           | Zespół                     |
| ------- | ------------------ | -------------------------- |
| 1       | Alexander Westlund | Set Promotion Ford         |
| 2       | Geofrrey Sykes     | OlsbergsMSE Ford           |
| 3       | Austin Dyne        | AD Racing Ford             |
| 4       | Halid Avdagic      | OlsbergsMSE Ford           |
| 5       | Harry Cheung       | Cohesive Front Racing Ford |

### Finał
| Nr | Kierowca           | Zespół             |
| -- | ------------------ | ------------------ |
| 93 | Joni Wiman         | Set Promotion Ford |
| 37 | Sebastian Eriksson | OlsbergsMSE Ford   |
| 24 | Mitchell De Jong   | OlsbergsMSE Ford   |
| 39 | Kevin Eriksson     | Set Promotion Ford |
| 55 | Alexander Westlund | Set Promotion Ford |
| 99 | Austin Dyne        | AD Racing Ford     |

Na starcie Sebastian Erikkson wysunął się na prowadzenie, a Joni Wiman znalazł się na drugiej pozycji. Kevin Erikkson i Mitchell DeJong skorzystali z Joker Lap na pierwszym okrążeniu spadając na dwa ostatnie miejsca. Na drugim okrążeniu Westlund skorzystał z dłuższej trasy i utrzymał swoją trzecią pozycję. Wiman cały czas utrzymywał się blisko Erikksona, a na czwartym okrążeniu skorzystał z Joker Lap i utrzymał swoją pozycję. Kevin Erikkson natomiast dogonił Westlunda i na szóstym okrążeniu znalazł się przed nim awansując na trzecią pozycję. Sebastian Erikkson pojechał dłuższą drogą i wyjechał na drugiej pozycji wyprzedzony przez Wimana. Westlund natomiast zaatakował Kevina Erikksona w nawrocie na kolejnym okrążeniu i odzyskał trzecią pozycję. Chwilę później Eriksson wyprzedził go w pierwszym zakręcie, a sytuację wykorzystał także De Jong awansując na czwarte miejsce. Joni Wiman dowiózł zwycięstwo do mety, drugi na mecie był Sebastian Erikkson, a trzeci Kevin Erikkson.
| Pozycja | Kierowca           | Zespół             |
| ------- | ------------------ | ------------------ |
| 1       | Joni Wiman         | Set Promotion Ford |
| 2       | Sebastian Eriksson | OlsbergsMSE Ford   |
| 3       | Kevin Eriksson     | Set Promotion Ford |
| 4       | Mitchell De Jong   | OlsbergsMSE Ford   |
| 5       | Alexander Westlund | Set Promotion Ford |
| 6       | Austin Dyne        | AD Racing Ford     |